# Baynard’s Castle

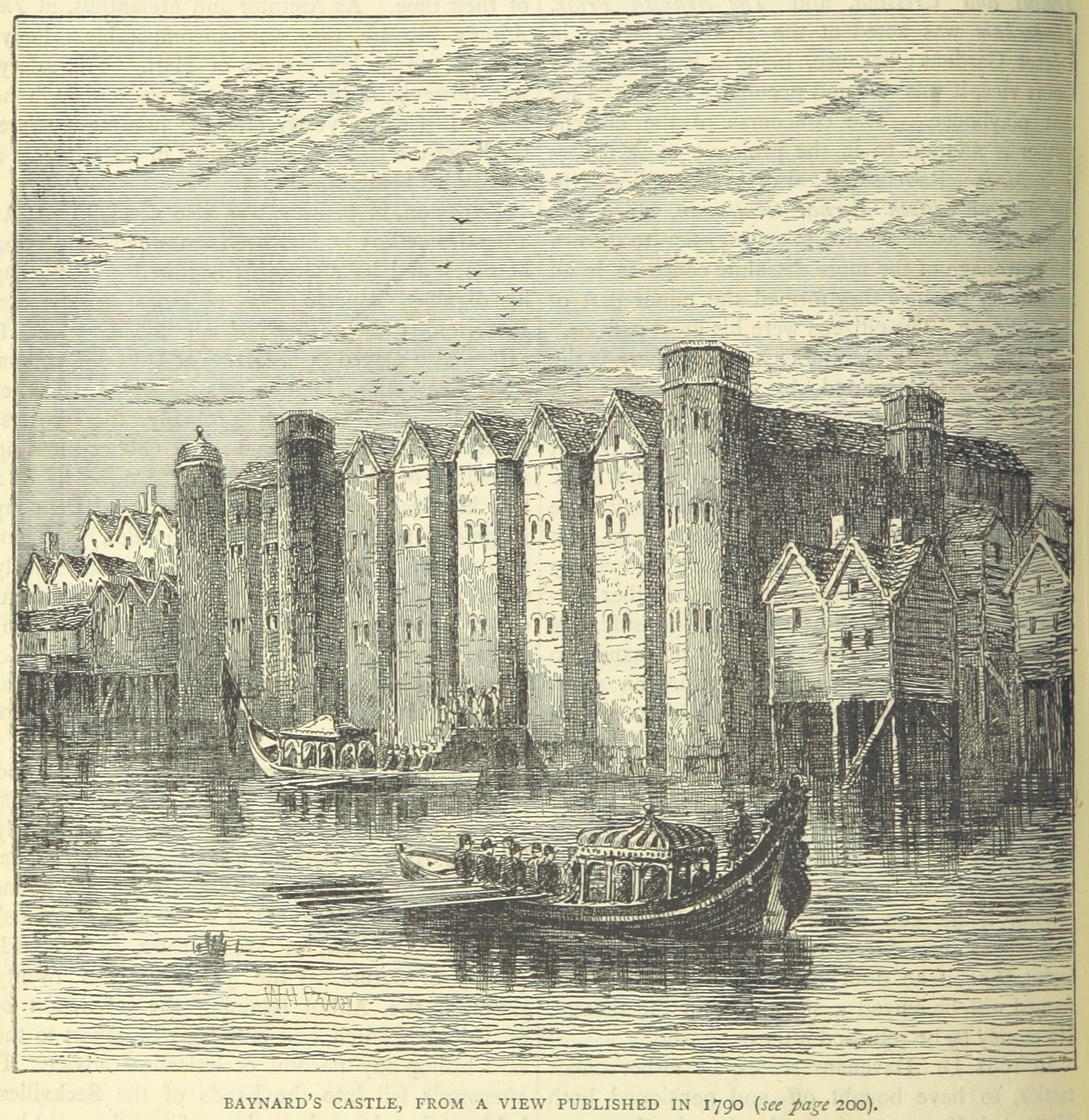
Zeichnung der Burg aus 1790

Das Baynard’s Castle war eine Festung in London, die im Laufe der Zeit zu einem Palast umgebaut wurde. König Wilhelm I. ließ sie nach der normannischen Invasion im Jahr 1066 errichten, um die Stadt vor Angriffen der Wikinger zu schützen und mögliche Aufstände der angelsächsischen Stadtbewohner zu verhindern. Das Gebäude befand sich an der Stadtmauer am Ufer der Themse, nahe der Mündung des River Fleet und des heutigen Bahnhofs Blackfriars.
Im Jahr 1666 wurde das Gebäude beim Großen Brand von London vollständig zerstört. Es ist auf vielen alten Ansichten der Stadt abgebildet und der Name wurde auf eine Straße übertragen, die Castle Baynard Street. Ein Teil von William Shakespeares Drama Richard III. spielt in Baynard’s Castle.
Koordinaten: 51° 30′ 41″ N, 0° 5′ 55″ W